# Nuaillé-d'Aunis
Pour les articles homonymes, voir Nuaillé (homonymie).
Nuaillé-d'Aunis est une commune du sud-ouest de la France située dans le département de la Charente-Maritime (région Nouvelle-Aquitaine).

## Géographie

### Communes limitrophes
|          | Marans          | Saint-Jean-de-Liversay |
| Longèves | Nuaillé-d'Aunis |                        |
| Angliers |                 | Saint-Sauveur-d'Aunis  |

### Hydrographie
Le Curé arrose la partie occidentale de la commune et roule ses eaux dans un cours canalisé où il prend le nom de canal du Curé.

## Urbanisme

### Typologie
Au 1er janvier 2024, Nuaillé-d'Aunis est catégorisée bourg rural, selon la nouvelle grille communale de densité à 7 niveaux définie par l'Insee en 2022.
Elle est située hors unité urbaine. Par ailleurs la commune fait partie de l'aire d'attraction de La Rochelle, dont elle est une commune de la couronne,. Cette aire, qui regroupe 72 communes, est catégorisée dans les aires de 200 000 à moins de 700 000 habitants,.

### Occupation des sols
L'occupation des sols de la commune, telle qu'elle ressort de la base de données européenne d’occupation biophysique des sols Corine Land Cover (CLC), est marquée par l'importance des territoires agricoles (94,7 % en 2018), en diminution par rapport à 1990 (95,7 %). La répartition détaillée en 2018 est la suivante : 
terres arables (82,5 %), prairies (7,5 %), zones agricoles hétérogènes (4,7 %), zones urbanisées (3 %), forêts (2,3 %). L'évolution de l’occupation des sols de la commune et de ses infrastructures peut être observée sur les différentes représentations cartographiques du territoire : la carte de Cassini (XVIIIe siècle), la carte d'état-major (1820-1866) et les cartes ou photos aériennes de l'IGN pour la période actuelle (1950 à aujourd'hui).

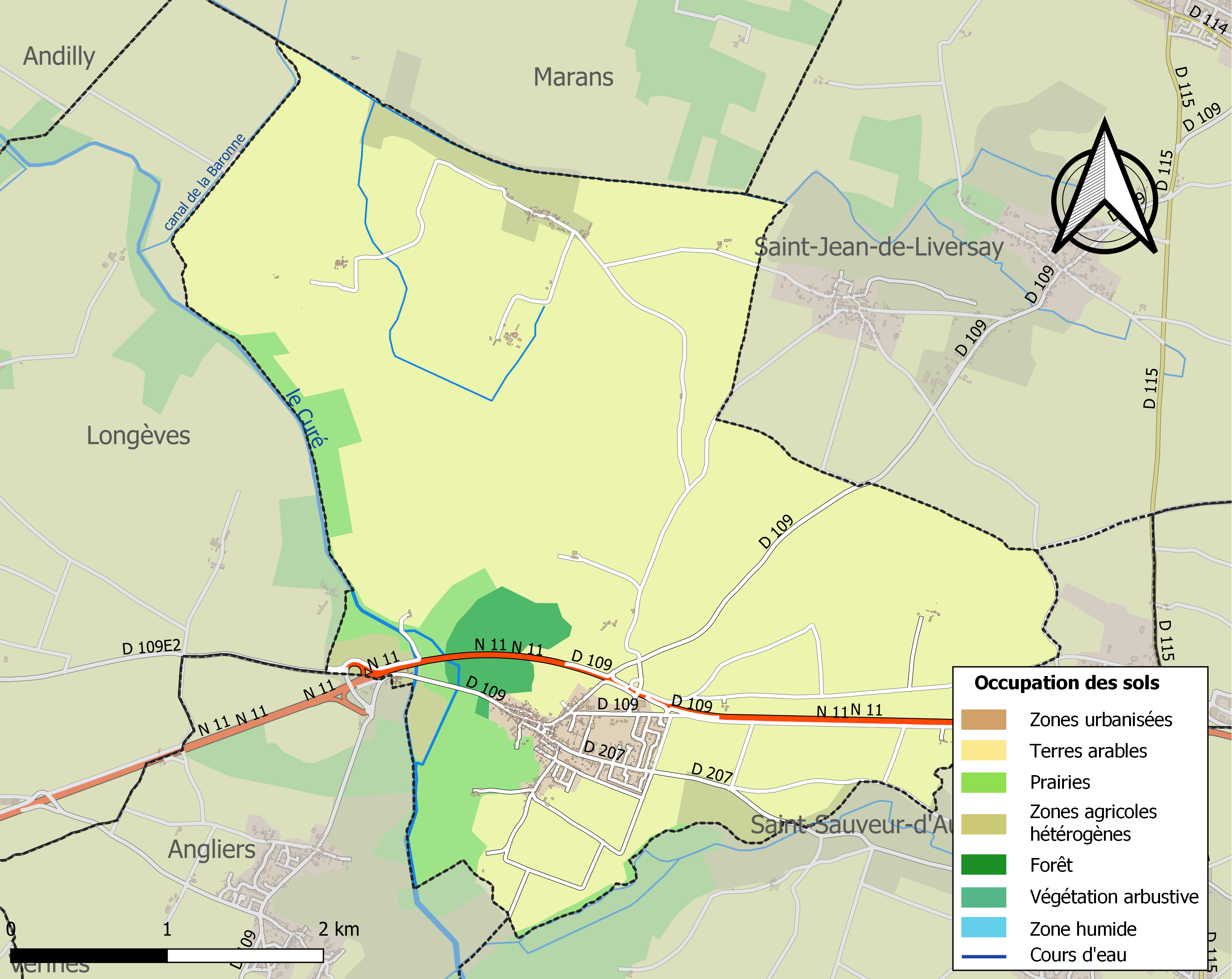
Carte des infrastructures et de l'occupation des sols de la commune en 2018 (CLC).

### Risques majeurs
Le territoire de la commune de Nuaillé-d'Aunis est vulnérable à différents aléas naturels : météorologiques (tempête, orage, neige, grand froid, canicule ou sécheresse), inondations, mouvements de terrains et séisme (sismicité modérée). Il est également exposé à un risque technologique,  le transport de matières dangereuses. Un site publié par le BRGM permet d'évaluer simplement et rapidement les risques d'un bien localisé soit par son adresse soit par le numéro de sa parcelle.

#### Risques naturels
Certaines parties du territoire communal sont susceptibles d’être affectées par le risque d’inondation par débordement de cours d'eau, notamment le Curé. La commune a été reconnue en état de catastrophe naturelle au titre des dommages causés par les inondations et coulées de boue survenues en 1982, 1993, 1999 et 2010,.

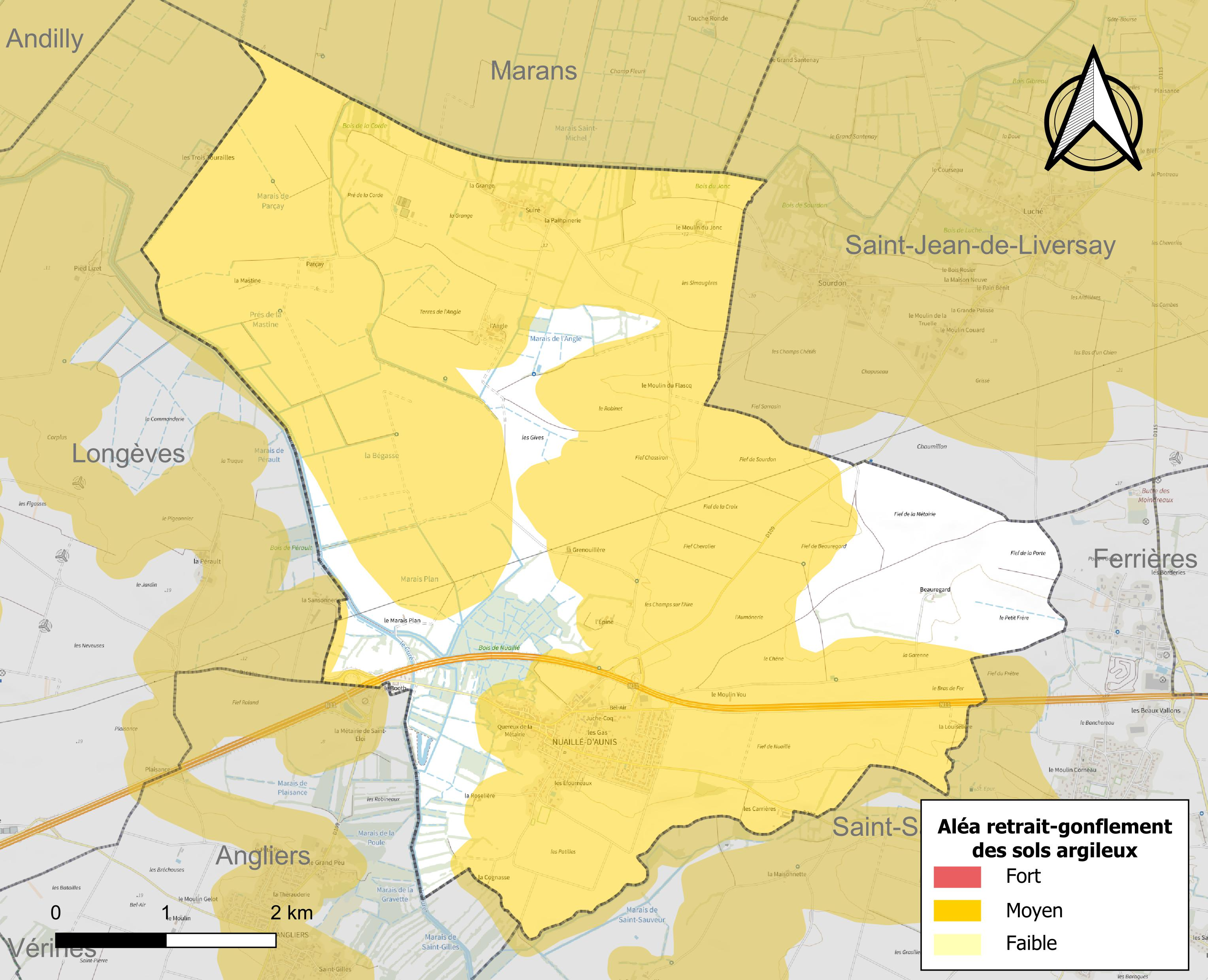
Carte des zones d'aléa retrait-gonflement des sols argileux de Nuaillé-d'Aunis.

Les mouvements de terrains susceptibles de se produire sur la commune sont des tassements différentiels.
Le retrait-gonflement des sols argileux est susceptible d'engendrer des dommages importants aux bâtiments en cas d’alternance de périodes de sécheresse et de pluie. 79,9 % de la superficie communale est en aléa moyen ou fort (54,2 % au niveau départemental et 48,5 % au niveau national). Sur les 479 bâtiments dénombrés sur la commune en 2019,  461 sont en aléa moyen ou fort, soit 96 %, à comparer aux 57 % au niveau départemental et 54 % au niveau national. Une cartographie de l'exposition du territoire national au retrait gonflement des sols argileux est disponible sur le site du BRGM,.
Par ailleurs, afin de mieux appréhender le risque d’affaissement de terrain, l'inventaire national des cavités souterraines permet de localiser celles situées sur la commune.
Concernant les mouvements de terrains, la commune a été reconnue en état de catastrophe naturelle au titre des dommages causés par la sécheresse en 1989, 2003, 2005 et 2011 et par des mouvements de terrain en 1999 et 2010.

#### Risques technologiques
Le risque de transport de matières dangereuses sur la commune est lié à sa traversée par une ou des infrastructures routières ou ferroviaires importantes ou la présence d'une canalisation de transport d'hydrocarbures. Un accident se produisant sur de telles infrastructures est susceptible d’avoir des effets graves sur les biens, les personnes ou l'environnement, selon la nature du matériau transporté. Des dispositions d’urbanisme peuvent être préconisées en conséquence.

## Toponymie
De l'anthroponyme gallo-romain Nobilius, suivi du suffixe -acum.
Le bourg est identifié en 1040 sous le nom de Castrum Nulliacensis, et Nobiliaco en 1109.

## Lieux et monuments

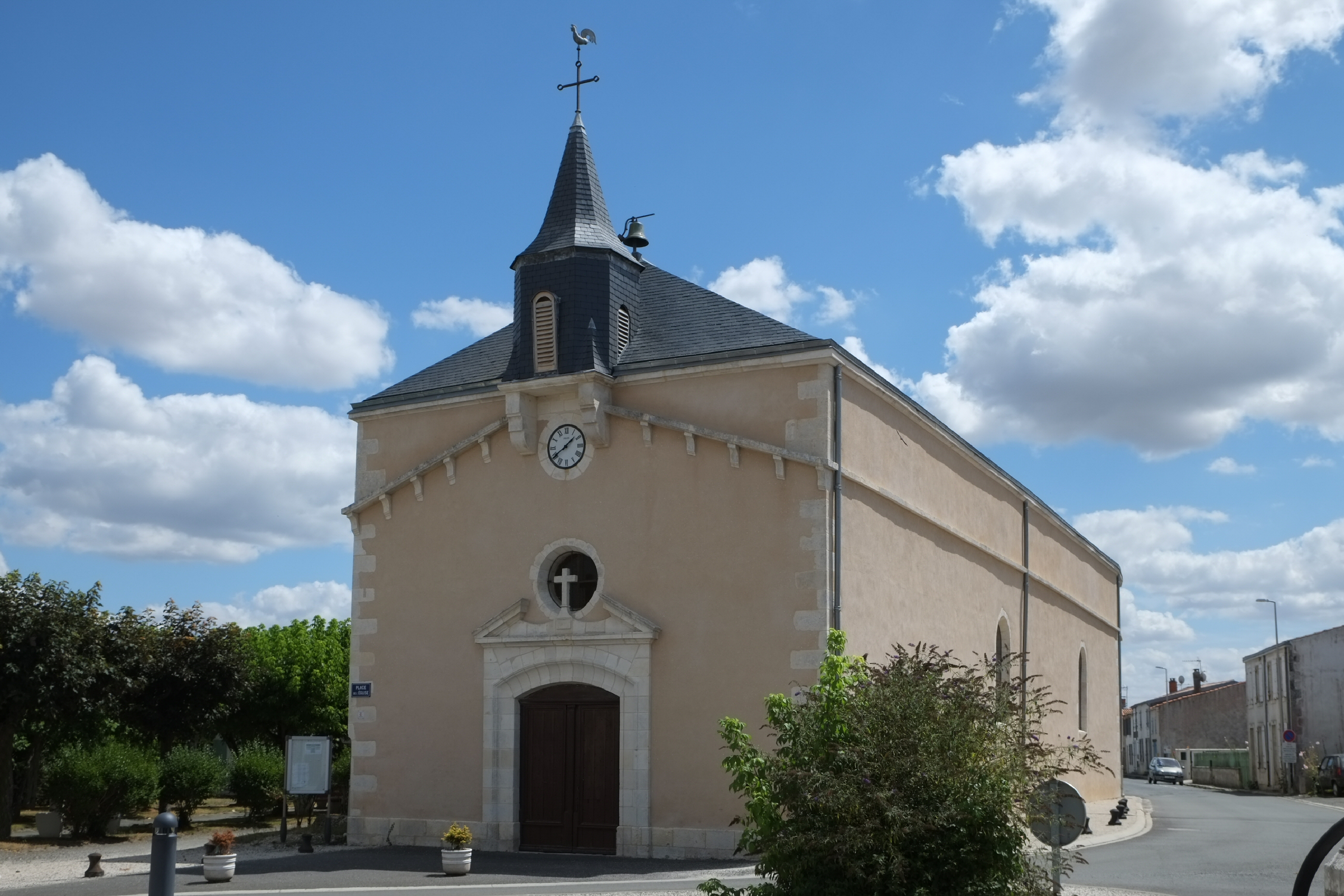
L'église Saint-Martin.

## Politique et administration

### Liste des maires
| Période                  | Période  | Identité              | Étiquette | Qualité  |
| ------------------------ | -------- | --------------------- | --------- | -------- |
|                          |          |                       |           |          |
| avant 1981               | 1983     | Volcy Carry           |           |          |
| 1983                     | 2002     | Jean-Pierre Pelletier |           |          |
|                          |          |                       |           |          |
| 2008                     | 2009     | Dany Braynas          |           |          |
| 2009                     | 2014     | Christiane Cocard     |           |          |
| 2014                     | 2015     | Jean-Claude Pouillard |           |          |
| 2015 (réélu en mai 2020) | En cours | Philippe Neau         |           | Retraité |

## Démographie

### Évolution démographique
L'évolution du nombre d'habitants est connue à travers les recensements de la population effectués dans la commune depuis 1793. Pour les communes de moins de 10 000 habitants, une enquête de recensement portant sur toute la population est réalisée tous les cinq ans, les populations de référence des années intermédiaires étant quant à elles estimées par interpolation ou extrapolation. Pour la commune, le premier recensement exhaustif entrant dans le cadre du nouveau dispositif a été réalisé en 2006.

En 2022, la commune comptait 1 259 habitants, en évolution de +10,15 % par rapport à 2016 (Charente-Maritime : +4,04 %, France hors Mayotte : +2,11 %).
| 1793 | 1800 | 1806 | 1821 | 1831 | 1836 | 1841 | 1846 | 1851 |
| ---- | ---- | ---- | ---- | ---- | ---- | ---- | ---- | ---- |
| 552  | 511  | 651  | 649  | 704  | 738  | 784  | 807  | 793  |

| 1856 | 1861 | 1866 | 1872 | 1876 | 1881 | 1886 | 1891 | 1896 |
| ---- | ---- | ---- | ---- | ---- | ---- | ---- | ---- | ---- |
| 801  | 815  | 799  | 760  | 782  | 769  | 756  | 747  | 699  |

| 1901 | 1906 | 1911 | 1921 | 1926 | 1931 | 1936 | 1946 | 1954 |
| ---- | ---- | ---- | ---- | ---- | ---- | ---- | ---- | ---- |
| 666  | 646  | 617  | 610  | 562  | 511  | 504  | 439  | 479  |

| 1962 | 1968 | 1975 | 1982 | 1990 | 1999 | 2006 | 2011  | 2016  |
| ---- | ---- | ---- | ---- | ---- | ---- | ---- | ----- | ----- |
| 495  | 515  | 515  | 518  | 550  | 632  | 827  | 1 113 | 1 143 |

| 2021  | 2022  | - | - | - | - | - | - | - |
| ----- | ----- | - | - | - | - | - | - | - |
| 1 228 | 1 259 | - | - | - | - | - | - | - |

## Héraldique
| Blason | Blasonnement : Taillé : au 1er d’azur au dragon d’argent, au 2e de gueules au château donjonné d’argent ouvert du champ et ajouré de sable. |